# Conotrachelus rufocaudatus
Conotrachelus rufocaudatus – gatunek chrząszcza z rodziny ryjkowcowatych.

## Zasięg występowania
Ameryka Południowa, występuje w Brazylii.

## Budowa ciała
Ciało nieco wydłużone. Przednia krawędź pokryw znacznie szersza od przedplecza. Na ich powierzchni wyraźne podłużne, rzadkie żeberkowanie, oraz niewyraźne podłużne punktowanie. W tylnej części dwie duże, jasne plamy stykające się przy szwie i zbiegające po brzegach aż do tylnej krawędzi pokryw. Przedplecze szerokie i okrągławe w zarysie w tylnej części, z przodu silnie zwężone, w centralnej części gęsto punktowane.